# بيتيرهوف
بيتيرهوف (بالروسية: Петергоф) هي إحدى مدن روسيا في الكيان الفدرالي الروسي سانت بطرسبرغ.

## أعلام
- يوري زهيلودكوف
- الدوقة الكبرى أولغا ألكسندروفنا من روسيا
- الدوقة الكبرى ماريا نيكولايفنا من روسيا
- مكسيم داداشيف
- تاتيانا نيكولايفنا
- ألكسي رومانوف
- أنتون روبنشتاين